# Tecuci
Tecuci (pronunție: [teˈkut͡ʃʲ]) este un municipiu în județul Galați, Moldova, România. Are o populație de 34.871 locuitori conform recensământului din anul 2011, fiind astfel al doilea oraș al județului. În trecut, orașul Tecuci aparținea județului Tecuci.

## Așezare geografică
Pe glob, intersecția paralelei 45°51’06” latitudine nordică cu meridianul 27°25’56” longitudine estică stabilește poziția matematică unică a municipiului Tecuci, la Nord de Ecuator și la Est de primul meridian, în al treilea fus orar.
Geografic, municipiul Tecuci se află așezat aproape de limita sudică a Colinelor Tutovei (14 km), la contactul cu Piemontul Poiana-Nicorești, ambele subunități ale Podișului Moldovei, la cofluența râului Bârlad cu pâraul Tecucel, aproape de valea Siretului (10 km), în cuprinsul câmpiei de terase care poartâ numele orașului, Câmpia Tecuciului.
Este situat într-o zonă de câmpie, pe malul râului Bârlad afluent al râului Siret și pe malul râului Tecucel, afluent al Bârladului.
Este un oraș mijlociu, cu un comerț în continuă dezvoltare. Așezată la o răspântie de drumuri vechi comerciale, localitatea s-a dezvoltat în vatra unei așezări geto-dacice și apoi daco-romane.  Tecuciul a fost menționat pentru prima oară în hrisovul lui Iancu Rotisiavovici în anul 1134. În Descriptio Moldavie, Dimitrie Cantemir a pomenit localitatea ca fiind „... scaunul sărac a doi pârcălabi cărora le este dată în seamă oblăduirea acestui ținut”. Zona geografică în mijlocul căreia s-a constituit ca așezare i-a conferit o formă distinctă și o viața socială și economică care s-a definit de-a lungul timpului ca o entitate aparte.
„...  Nimic nu s-a schimbat; nimic nu s-a știrbit, nimic nu s-a adăugat vechiului oraș care doarme învăluit în ceață pe malurile pașnicului Bârlad. Aceleași străzi largi și acoperite cu prundiș sur se întind tăcute, în praful care se înalță subțire ca o umbră de fum de tămâie răspândită într-o biserică în ruine. Aceleași curți mari și spațioase, curți făcute pentru îndestulare și trai dus în toată lărgimea, se răsfață în patriarhala lor înfățișare și aceleași case mici și simple care seamănă cu zâmbetul mângâietor al unor femei bătrâne își arată fețele lor modeste de sub acoperișurile rustice.”
----- Ștefan Petică: Tecuciul îndepărtat. Note de toamnă, în Opere, 1938, pag. 243-251
Atestat încă din 1435, târgul Tecuci era un important centru de tranzit și de schimb pentru negustorii din țările de la nordul și de la vestul Moldovei, ca și pentru cei din regiunile limitrofe.
Tecuciul este unul din puținele noduri feroviare ale țării care dispune de patru direcții de orientare a liniilor ferate (spre Galați, Iași, Mărășești și Făurei) și tot atâtea pentru șosele (spre Galați, Bârlad, Tișița, Tg. Bujor) cărora li se adaugă drumuri locale, spre localitățile rurale vecine, reliefându-se poziția de intersecție (răscruce) a orașului Tecuci.

### Localități apropiate
- Drăgănești - DN25 - 8 km
- Hanu Conachi - DN25 – 32 km
- Tișița - (Mărășești) – E581 – 25 km
- Munteni – E581 – 5 km
- Valea Mărului – DJ242 – 22 km
- Târgu Bujor – DJ242 – 45 km
- Buciumeni – DJ252 – 27 km
- Nicoresti - DJ252- 14 km
- Matca - DJ242 - 7 km
- Liești - DN25 – 29 km

## Teritoriu
Municipiul Tecuci are o suprafața totală de 8677 ha, pe care se află amplasate 14.500 locuințe, din care 507 în proprietate publică și 13.993 locuințe din fonduri private. Suprafața locuibilă este de 567.213 mp din care în proprietate publică 14.410 mp și 552.803 mp suprafața locuibilă din fonduri private. Străzile din municipiul Tecuci au o lungime de 117 km din care 56 km reprezintă străzi orășenești modernizate. Rețeaua de canalizare are o lungime de 72 km, rețeaua de distribuție a apei potabile este de 81,1 km, iar cea de distribuție a gazelor naturale este de 66,7 km.

## Climă
Ca urmare a așezării pe latitudine, teritoriul municipiului Tecuci se încadrează în zona climatică temperată și face parte din sectorul de provincie climatică cu influențe de ariditate, ținutul climatic de câmpie, de silvostepă, topoclimatul complex al Câmpiei Tecuciului și Văii Bârladului, unde se pot întâlni topoclimate elementare: de vale, de terase, de dune, de lacuri, urban etc. și fenomene climatice marcate de viscole (iarna) și secete prelungite în celelalte anotimpuri, mai cu seamă vara.
Temperatura medie anuală este, calculată pe o perioadă de 70 de ani, la Tecuci de 9,8 °C. Temperatura medie a verii este cuprinsă între 21 °C la Tecuci și 21,3 °C la Galați.

## Caracteristici pedologice
În condițiile de climă menționate, pe un strat alcătuit din loess care ocupă cea mai mare suprafață, ca și din nisip pe valea Bârladului, s-a instalat o vegetație ierboasă tipic de stepă, care apare astăzi numai pe terenurile unde nu se practică agricultura.
Vegetația reprezintă rezultatul interacțiunii ariilor de influență est-europeană, atlantică, sudică, al elementelor eudemice si al activității antropice. În ansamblu, vegetația de silvostepă se întâlnește în câmpia Tecuciului, iar cea de stepă propriu-zisă în câmpia Covurluiului.

## Transport

### Transportul public
În municipiul Tecuci funcționează în mod special firmele de Taxi, cât și transportul de persoane public. Vezi aici lista firmelor de taxi din judetul Galati

#### Transportul înafara municipiului Tecuci
Înafara municipiului Tecuci, se realizează transporturi oferite de către GEGI, pe următoarele rute
Galați - Tecuci
Ghidigeni - Tecuci
Movileni - Tecuci
Munteni - Tecuci
Țigănești - Tecuci
Berheci - Tecuci
Și multe alte transporturi.

## Posturi de radio
Radio Tecuci - Frecvență (106.9 FM)

## Obiective turistice
- Biserica Sfântul Gheorghe din Tecuci - construită în perioada 1938-1962 și considerată a fi "catedrala orașului".
- Parcul Central
- Centru Folcloric Tecuci
- Muzeul Mixt Tecuci – (paleontologie și arheologie)
- "Statuia Cercetașului"(1916-1919);
- " Monumentul Eroilor Ceferiști" (1916-1918);
- "Obeliscul din Cimitirul Eroilor";
- " Aleea Personalităților" din Parcul Central;
- Aria Naturală Protejată - "Locul Fosilifer Rateș" (Rezervație paleontologică Rateș-Tecuci)- care corespunde categoriei IV IUCN - Uniunea Mondială pentru Conservarea Naturii.
- Parcul ”Regina Elisabeta”

În apropiere
- Biserica Adormirea Maicii Domnului din Mărășești – Vrancea
- Tișița (Mărășești) - 20.00 km
- Mausoleul Eroilor – Vrancea - Tișița Mărășești – 20.00 km

## Istoric
În Scrisoare despre Tecuciu publicată de Alexandru Papadopol Calimah în revista Convorbiri literare în 1893 și preluată apoi de Theodor Ciuntu în Dicționarul geografic statistic și istoric al județului Tecuciu în 1897 și mai apoi în Marele dicționar geografic al Romîniei  din 1902, se face referire la un hrisov din 20 mai 1134 al domnului Bârladului, Ivanco Rostislavovici, neguțătorilor de Misivria sau Mesembria cărora
le acordă să nu plătească vamă la descărcarea mărfurilor în orașul Domniei Sale Galați, ci numai la Bârlad, în Tecuciu și în celelalte orașe ale Domniei Sale; iar la exportarea diferitelor mărfuri locale, adică Moldovenești, și la exportarea de mărfuri Ungurești, Rusești și Boeme, să plătească vamă numai în Galați și nu aiure.
Acest document, cunoscut sub numele de Diploma Bârlădeană, ar fi fost găsit chipurile în Rusia între documentele lui Dimitrie Cantemir. El a fost publicat și comentat prima dată de Bogdan Petriceicu Hasdeu în 1869 la Iași în jurnalul Instrucțiunea publică și, în același an, la București în jurnalul Traian în numerele 42-55.
În opinia lui P. P. Panaitescu Diploma Bârlădeană și Hrisovul lui Iurg Koriatovici sunt falsuri ale lui Bogdan Petriceicu Hașdeu. Primul document serios în care apare denumirea orașului Tecuci este o scrisoare, din 1 septembrie 1435, care este adresată regelui Poloniei, Vladislav al III-lea și înștiința că Iliaș Voievod s-a împăcat cu fratele său Ștefan, cedându-i, printre altele, și orașul Tecuci. Tot aici se vorbește despre organizarea internă a Moldovei, aici menționându-se ocoalele cu moșiile orașelor Chilia, Vaslui, Bârlad și Tecuci.
Un document, care prezintă aceeași importanță, atât pentru viața economică, cât și pentru atestarea localității, este așezământul comercial din 3 iulie 1460, pe care Ștefan cel Mare îl acordă negustorilor leopolitani din Suceava și care se păstrează în original în arhiva municipală din Lemberg. În timpurile vechi, fiind aproape de hotarul Moldovei spre Valahia, se numea „oraș de margine destul de bun”, explicație pe care o dă Joppecourt, ostaș nobil din Lotaringia.
Administrația târgului Tecuci s-a întemiat în evul mediu, ca și celelalte așezări urbane, pe două principii: autonomia orășenească și reprezentarea puterii centrale. Astfel, conviețuiau o comunitate orășenească autonomă, care-și alegea ea însăși cârmuitorii, cu o administrație proprie, cu drept de judecată propriu, cu veniturile sale și reprezentanții domnului cu atribuțiile lor bine determinate, distincte de cele ale reprezentanților comunității. Conducerea orașelor moldovenești a avut un dublu caracter: pe de o parte, a fost o conducere autonomă exercitată de șoltuz, ajutat de doisprezece pârgari, iar pe de altă parte a existat un permanent control al domniei reprezentată de orlicul de târg, iar din secolul al XVI – lea de ureadnic.
Stema medievală se prezintă ca un scut despicat, fiind reprezentat în dreapta, pe fond albastru, un turn de veghe, de argint, în vârful unei coline tot de argint, iar în stânga, pe fond roșu, un iepure de aur, ridicat în două labe spre dreapta, având deasupra două stele de aur cu cinci raze. Aceasta este o veche stemă rectificată, la care s-a adăugat movila de la Tecuci, care servea în vremurile cele mai vechi drept loc de veghe.
Până la instaurarea regimului comunist în România a fost reședința județului Tecuci. A fost declarat municipiu în anul 1968. Tot în această perioadă, Tecuciul a fost cunoscut sub numele de "Orașul Trandafirilor".

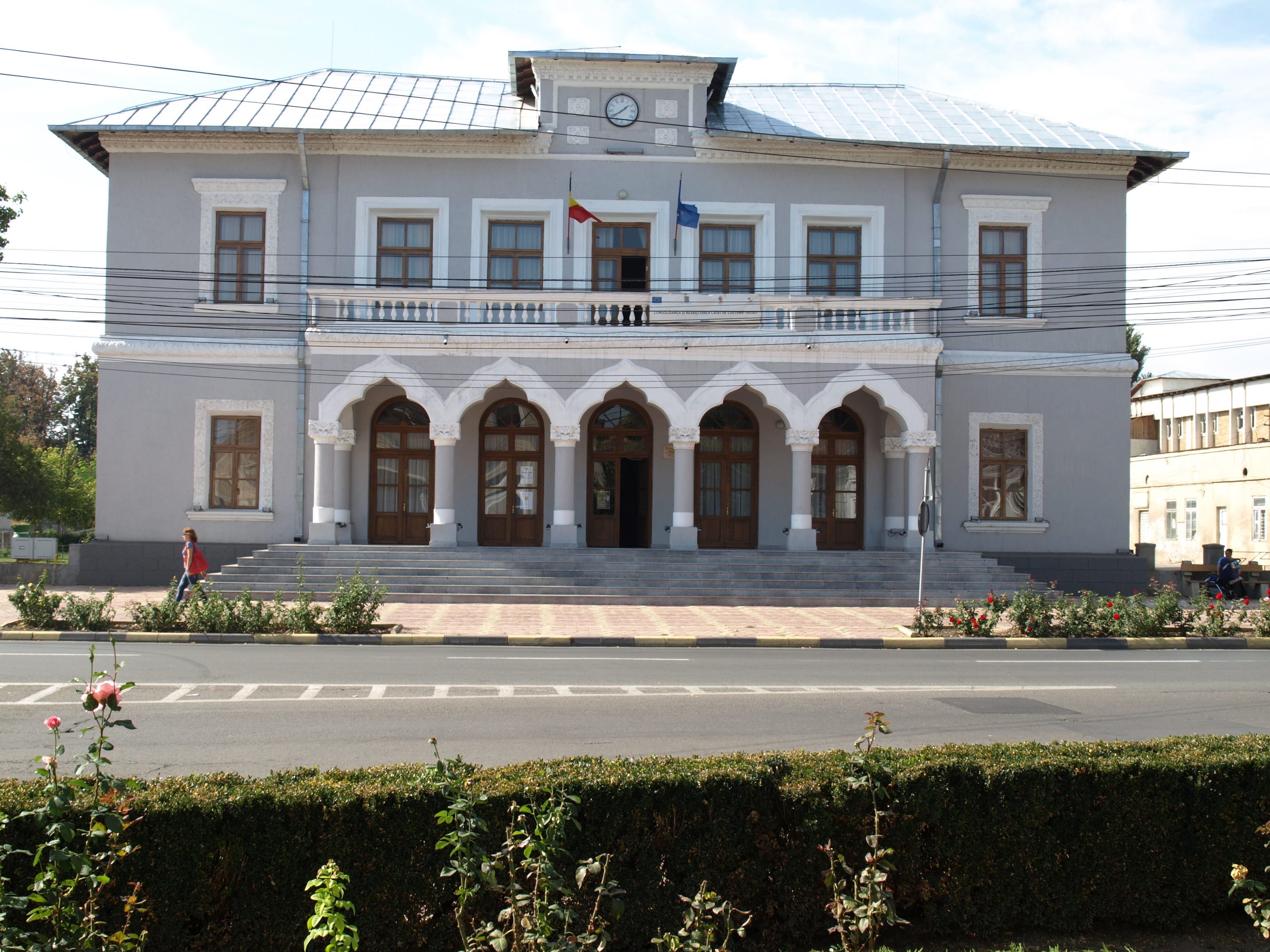
Casa de Cultură din Tecuci

În anul 1920, s-au înființat: Societatea Culturală „Ștefan Corodeanu”, în cadrul Școlii Normale de Băieți și Societatea de Educație Națională de pe lângă Cercul Militar. În același timp, Teatrul Comunal devine gazda primitoare a nenumărate șezători, conferințe sau concerte, la realizarea cărora contribuiau nu numai cadrele didactice, corpul clerical ci și avocații, medicii sau ofițerii așezării.
Cea mai importantă contribuție au adus-o tecucenii în timpul Primului Război Mondial. Între anii 1916 - 1917, populația orașului s-a dublat, aici găsindu-și adăpostul conaționalii refugiați din Muntenia si Oltenia aflate sub ocupație străină. Tot de la Tecuci s-a dirijat ofensiva victorioasă de la Mărășești ce avea să conducă la înfrângerea forțelor germane. În anii celui de-al Doilea Război Mondial, militarii unităților din Tecuci s-au jertfit pentru eliberarea Basarabiei și a Transilvaniei.
Într-un asemenea mediu, descinde la Tecuci dr. Grigore Tabacaru, numit din septembrie 1923 ca profesor de filozofie la Școala Normală din Tecuci. Din inițiativa sa, pe 25 noiembrie 1923, un grup de intelectuali – între care s-au remarcat: avocații Virgil Mironescu, V.G.Beldie și Traian Corodeanu, profesorii Șt.Corodeanu și Antoaneta Bogdan, institutorii Gh.Popovici și Zoe Țuchel, căpitanul I.Diea și protopopul N.Conduratu – pune bazele Ateneului Cultural, al cărui principal scop era acela de a contribui la îmbogățirea „culturii naționale, sociale, juridice, religioase, morale, cetățenești, artistice și științifice a maselor populare” din reședința și satele județului.
Pe 20 martie 1938, un grup de „cetățeni ai orașului Tecuci”, ce reprezentau „toate categoriile sociale”, s-a reunit, „în urma convocării regionalei Moldova, la sediul Școalei Primare Nr.1 de fete pentru a întemeia Căminul Cultural Orășenesc al Fundației „Principele Carol”. Acest Cămin Orășenesc va purta numele neuitatului scriitor Calistrat Hogaș.
Ziarul local "Curierul Tecuciului" inaugurează o pagină dedicată Căminului Cultural, în care erau prezentate principalele sale realizări, regăsindu-se aici diversele șezători literare, expoziția de pictură a profesorului I.N.Peiu, conferințele: „Performanțele politicii românești”, de Pamfil Șeicaru, fost elev al Gimnaziului "D.A.Sturdza" și "Pentru ce luptăm dincolo de Nistru?", susținută de scriitorul de origine tecuceană Al.Lascarov Moldoveanu.
La 20 mai 1934, Primăria orașului Tecuci emite decizia de înființare a muzeului și a bibliotecii, iar la 25 august în același an, primarul C. Condrache, într-o adresă către Prefectura județului Tecuci, menționează faptul că s-au constituit un muzeu și o bibliotecă sub egida „Fundației Culturale Teodor și Maria Cincu”. Dar abia la 1 aprilie 1935, Biblioteca Comunală se instalează, alături de Muzeul de Arheologie și Științele Naturii „Mihail Dimitriu”, în palatul donat special pentru acestea de către Teodor Cincu. Biblioteca Comunală va fi deschisă publicului din luna aprilie a anului 1937, având ca bibliotecar pe Mihalache D.Naum, școlarizat special la București. Biblioteca Municipală primește în 1994 numele poetului „Ștefan Petică”.
Comisia interimară a Primăriei, cu ocazia ședinței din 13 iunie 1934, decide „înființarea unui muzeu comunal în orașul Tecuci, muzeu care va purta numele de Muzeul Comunal „Mihail Dimitriu”,inaugurarea oficială a Muzeului Comunal „Mihail Dimitriu” de Arheologie și Științe Naturale făcându-se la 21 noiembrie 1935, o dată cu cea a statuii lui Spiru Haret, din fața Liceului de fete „Elena și Tache Anastasiu”, în prezența ministrului Instrucțiunii Publice, dr. C.Angelescu, și a prof.univ. I.Simionescu.
Cenaclul literar „Calistrat Hogaș”, numit în momentul fondării sale (1953)” George Coșbuc", a reușit să trezească interesul câtorva generații de creatori tecuceni ce aveau să se afirme în cadrul întrunirilor sale: Ovid Caledoniu, Emil Băicoianu, Doru Scărlătescu, Ioan Purdelea, Sofia Scorțaru, Aurel Brumă, Ion Panait, Dionisie Duma, Iordan Grecu, Vasile Sevastre – Ghican, Vasile Ghica, Petre Rău, Marian Mârza, Dan Vâță etc. În anul 1969, membrii cenaclului editând și o antologie intitulată : „La poarta sfertului de veac”.

### Ipoteze etimologice privind toponimul
În lucrarea "Originea românilor", lingvistul Alexandru Philippide considera că avem de a face cu o denumire cu rădăcini pecenego-cumane: "tehek-uciu", care înseamnă, "capătul", sau "marginea țării". V. Spinei are o părere asemănatoare. În opoziție cu această opinie, Iorgu Iordan, prezintă în lucrarea sa "Toponimia românească", o altă explicație.
Toponimul Tecuci are o etimologie slavă, derivând dintr-un verb care înseamna, "a curge". Numele s-a dat mai întâi pârâului Tecuci, iar apoi târgului și ținutului. O explicație asemănătoare a dat-o și istoricul Ion Bogdan care spune că "Tecuciul vine de bună seamă din forma specială rusă a slavicului Tekek, care înseamnă, apă curgătoare".

### Primari
Primarii care au condus Tecuciul din Epoca Modernă și până în prezent sunt:
- Anton Cincu Nicu 1864 – 1871
- Șerbănescu Constantin 1871 – 1873
- Plitos Gheorghe Cuza 1873 – 1874
- Dimitrie Olănescu 1874 – 1875
- Gheorghe C. Radovici 1877 – 1878
- Dimitrie Morțun 1878 – 1882
- Alex. C. Pătârlageanul 1882 – 1883
- Dimitrie Morțun 1883 – 1885
- Alex. C. Pâtarlâgeanu 1886 – 1887
- Gheorghe Neculau 1888 – 1889
- Gheoighe Cuza 1889 – 1894
- Theodor Cincu 1894 – 1896
- loan Alexandru 1896 – 1898
- Theodor Cincu 1898 – 1899
- Constantin P. Bobeica 1899 – 1901
- Alex. C. Pătârlageanu 1901 – 1902
- Theodor Cincu 1902 – 1906
- Dimitrie Balaban 1906 – 1908
- Ion Albu 1908 – 1910
- Traian P. Corodeanu 1911 – 1912
- Constantin Condrache 1915 – 1917
- Gheorghe Casan 1918 – 1919
- Dimitrie Balaban 1921 – 1923
- Virgil Mironescu 1923 – 1926
- Spim Cosmeanu 1927 – 1928
- Neculai Berha 1928 – 1929
- Gh. Casan 1930 – 1931
- Ion Beldie 1931 – 1932
- M. Dumitrescu 1932 – 1934
- Gh. Casan 1934 – 1936
- N. Arrimon 1936 – 1937
- Constantin Condrache 1937 – 1938
- loan C. Hozoc 1938 – 1939
- N. Ionașcu 1938 – 1943
- C. Cernat 1941 – 1944
- Traian P. Corodeanu 1944 – 1944
- Ionel Alexandrescu 1944 – 1946
- Barbu Peretz 1946 – 1949
- Spiru Gorea 1949 – 1953
- Ioan Nour 1959 – 1961
- Constantin Cioranu 1953 – 1955
- Drăghici Damache 1961 – 1962
- Ion C. Popa 1955 – 1956
- Alexandru Zlotea 1962 – 1963
- Neculai Haraga 1956 – 1957
- Nicolae Brăilescu 1957 – 1959
- Nistor Tănase 1963 – 1968
- Trăian Gătej 1968 – 1970
- Gheorghe Moca 1971 – 1972
- Dumitru Vasile 1973 – 1979
- Emilia Andrunache 1979 – 1984
- Ortansa Grecu 1984 – 1989
- Gheorghe Potârniche 1989-1991
- Eugen Becianu 1991-1992
- Gheorghe Lazăr 1992-2004
- Eduard Finkelstain 2004-2012
- Daniel-Gerhardt Țuchel 2012-2016
- Cătălin Constantin Hurdubae 2016 - 2020
- Lucian-Grigore Costin 2020-2024

## Religie
Structura populației după religie. La recensământul din 1992, structura populației după religie se prezintă sub forma:
- creștină: 
  - ortodoxă – 46.315
  - romano-catolică – 80
  - greco-catolică – 20
  - reformată – 12
  - evanghelică – 13
  - creștini de rit vechi – 1
  - baptiști – 1
  - penticostali – 66
  - armeană – 1
  - ortodocși de stil vechi (lipoveni) – 42
  - adventiști – 186
  - creștini după Evanghelie – 1
- musulmană – 6
- mozaică – 29
- atei – 2
- alte culte – 5
- fără religie – 43

## Industrie
Orașul este renumit mai ales pentru fabricile sale de conserve din legume, fructe și carne: Contec Foods, etc., iar mai nou pentru numeroasele firme producătoare de muștar. S-au realizat câteva investiții prin înființarea câtorva fabrici și a unei uzine de utilaj greu.
Declinul economic al orașului este reflectat în declinul demografic de după 1990.

## Cartiere
- Gheorghe Petrașcu (7 Noiembrie)
- Zona Industrială (Lângă blocurile ANL)
- Nicolae Bălcescu
- Tecuciul Nou (Satu Nou)
- CFR (Gara de Sud)
- 8 Colțuri (denumire veche "Cartier gară")
- Crivițeni-Tecuci
- Cernicari
- La Aviație (după calea ferată Gara de nord)
- Cuza Vodă
- Piață
- Centru

## Lăcașuri de cult
În municipiul Tecuci se află în majoritate biserici ortodoxe. Catedrala "Sfântul Mare Mucenic Gheorghe", condusă de preot paroh Vasile Ramfu împreună cu preotul Roșu, este cea mai mare biserică. De asemenea, se evidențiază parohii precum "Sfântul Ilie" (pr. Șușnia Gheorghe), "Sfinții Voievozi Vechi" (pr. Andriuță), "Sfântul Nicolae" (pr. Jalbă) care cheamă la mântuire sute de credincioși, mai ales în perioada marilor sărbători creștine de peste an.
Ca biserici neoprotestante, se evidențiază Biserica Penticostală, Biserica Evanghelică, Biserica Adventistă și Biserica Baptistă din municipiul Tecuci.

## Sport
Echipele de juniori cât și de seniori fac senzație la meciurile de acasă din Sala de Sport din cadrul Clubului Sportiv Școlar Tecuci.
Rugbyul este un punct de atracție în cadrul arenei "Municipal" din Tecuci datorită valorii deosebite a jucătorilor.

## Demografie
Componența etnică a municipiului Tecuci
     Români (74,17%)
     Romi (3,69%)
     Alte etnii (0,11%)
     Necunoscută (22,03%)
Componența confesională a municipiului Tecuci
     Ortodocși (75,13%)
     Penticostali (1,25%)
     Alte religii (0,86%)
     Necunoscută (22,77%)
Conform recensământului efectuat în 2021, populația municipiului Tecuci se ridică la 32.801 locuitori, în scădere față de recensământul anterior din 2011, când fuseseră înregistrați 34.871 de locuitori. Majoritatea locuitorilor sunt români (74,17%), cu o minoritate de romi (3,69%), iar pentru 22,03% nu se cunoaște apartenența etnică. Din punct de vedere confesional, majoritatea locuitorilor sunt ortodocși (75,13%), cu o minoritate de penticostali (1,25%), iar pentru 22,77% nu se cunoaște apartenența confesională.
|  | Graficele sunt indisponibile din cauza unor probleme tehnice. Mai multe informații se găsesc la Phabricator și la wiki-ul MediaWiki. |

Date: Recensăminte sau birourile de statistică - grafică realizată de Wikipedia

## Politică și administrație
Municipiul Tecuci este administrat de un primar și un consiliu local compus din 19 consilieri. Primarul, Lucian-Grigore Costin[*], de la Partidul Național Liberal, este în funcție din octombrie 2020. Începând cu alegerile locale din 2024, consiliul local are următoarea componență pe partide politice:
|  | Partid                          | Consilieri | Componența Consiliului | Componența Consiliului | Componența Consiliului | Componența Consiliului | Componența Consiliului | Componența Consiliului | Componența Consiliului | Componența Consiliului | Componența Consiliului |
|  | ------------------------------- | ---------- | ---------------------- | ---------------------- | ---------------------- | ---------------------- | ---------------------- | ---------------------- | ---------------------- | ---------------------- | ---------------------- |
|  | Partidul Național Liberal       | 9          |                        |                        |                        |                        |                        |                        |                        |                        |                        |
|  | Partidul Social Democrat        | 9          |                        |                        |                        |                        |                        |                        |                        |                        |                        |
|  | Alianța pentru Unirea Românilor | 1          |                        |                        |                        |                        |                        |                        |                        |                        |                        |

## Personalități
- Costache Conachi (1778–1849), vornic de poliție între 1816–1818, prezident al Departamentului Afacerilor străine între 1823–1827, mare logofăt al Dreptății între 1813 1838)
- Ecaterina Cocuța Conachi (1829-1870), prințesă româncă și revoluționară
- Alexandru Papadopol-Calimah (1833 - 1898), istoric
- Calistrat Hogaș (1847–1917), scriitor și prozator
- Trandafir Georghe Djuvara (1856 - 1935), diplomat
- Nicolae Petrașcu (1859–1944), diplomat, publicist, memorialist și istoric literar
- Ion Gh. Istrati (1860 - 1942), general
- Eremia Grigorescu (1863 - 1919), general
- Nicolae O. Popovici-Lupa (1864-1949), profesor universitar dr.ing. în domeniul agriculturii la Academia de Științe Agricole București
- Henri Cihoski (1871-1950), ofițer cu grad de general
- Dimitrie Anghel (1872-1914), poet
- Dimitrie Hârlescu (1872-1923), artist plastic
- Gheorghe Petrașcu (1872–1949), pictor și academician român
- Hortensia Papadat-Bengescu (1876–1955), anii copilăriei pe care i-a petrecut la Tecuci, îi prezintă în lucrarea cu caracter biografic „Arabescul amintirii”
- Ștefan Petică (1877–1904). Unul din poemele cele mai cunoscute „Tecuciul depărtat I-II” surprinde conturile aproximative și culorile estompate ale orașului primei sale iubiri.
- Constantin Radovici (1877-1916), actor
- Vasile Pârvan (1882-1927), istoric
- Ștefan Zeletin (1882-1934), filosof
- Natalia Negru (1882-1962), poeta si prozatoare
- Ion Petrovici (1882–1972), filozof, eseist, memorialist, scriitor, orator și om politic, profesor la Universitatea din Iași, membru al Academiei Române, fost Ministru al Educației Naționale
- Tudor Pamfile (1883–1923), a urmat la Tecuci cursurile ultimelor două clase primare, precum și studiile gimnaziale
- Stanislas Cihoski (25 iulie 1868-27 martie 1927), economist, profesor universitar și om politic
- Alexandru Lascarov–Moldovanu (1885–1971), jurist, avocat, prozator și publicist român
- Iorgu Iordan (1888-1986), lingvist, filolog român, membru titular și vicepreședinte al Academiei Române
- Nina Arbore (1889 - 1942), pictoriță;
- Mihail Manoilescu (1891–1950), publicist, economist, ministru de externe și politician
- Vintilă Dongoroz (1893-1976), jurist, prof.univ. dr. în drept penal și dr. în procedură penală la Universitatea București
- Ilie C. Matei (1895-1968), chimist
- Constantin Narly (1896-1956), pedagog
- Alexandru Demetriad (1903-1983), pianist, o vreme pianistul Casei Regale
- Mihai Berza (1907-1978), istoric
- Ovidiu N. Popovici (n. 1924), medic
- Eugen Tarhon (1931-2009),  Ministrul Silviculturii in perioada 17 ianuarie 1986 - 22 decembrie 1989
- George Apostu (1934-1986), artist plastic
- Corinna Hasofferett (n. 1935), scriitoare și activistă israeliană
- Mioara Velicu (n.1944), solistă de muzică populară
- George Arion (n. 1946), scriitor
- Emil Coșeru (n. 1947), actor
- Liviu Avram (n. 1964), jurnalist
- Pedro Negrescu (n. 1969), compozitor, dirijor de muzică clasică și un contrabasist român de jazz
- Mihai Baranga (n. 1969), regizor, actor
- Oana Pantelimon (n. 1972), atletă, laureată cu bronz la Jocurile Olimpice de vară din 2000
- Alina Gorghiu (n. 1978), om politic
- Lavinia Tudoran (n. 1984), jurnalist, redactor-șef al Observatorului - Antena 1

## Cetățeni de onoare
În perioada 1995-2018 au intrat în galeria cetățenilor de onoare ai Municipiului Tecuci un număr de 24 de persoane. Le-a fost conferită această distincție următorilor:
- Leonid I. Sotropa (01.06.1995), colonel aviator
- Ion Țarălungă, pictor
- George Apostu, sculptor
- Ion Hurjui, medic și poet
- Boris Plahteanu, profesor universitar dr. inginer la facultatea de Mecanică, Universitatea Tehnică „Gheorghe Asachi” din Iași
- Constantin Milică, profesor universitar la universitatea de Științe Agronomice și Medicină Veterinară din Iași
- Ion T. Sion, profesor
- Ștefan Rugină, profesor(31.08.2000) Ștefan Rugină
- Jan Hurjui, profesor doctor (01.09.2001) Jan Hurjui
- P.S. Doctor Casian Crăciun, Arhiepiscopul Dunării de Jos (14.04.2005)
- Avram Goldstein-Goren, avocat (29.07.2005)
- Tamara Buciuceanu-Botez, actriță
- George Arion, scriitor(01.09.2005)
- Aurel Brumă, poet (31.08.2006)
- George Purcaru, seismolog (01.09.2006)
- Ștefan Buțurcă, pictor
- Dan Mihăilescu, scriitor
- C. D. Zeletin, scriitor(28.08.2008)
- Dionisie Duma, scriitor
- Grigore Patrichi-Smulți, sculptor (27 august 2010)
- Mioara Velicu, interpretă de muzică populară (24 aprilie 2014)
- Vasile Ghica, scriitor (25 aprilie 2015)
- Smaranda Brăescu, campioană mondială la parașutism (14 aprilie 2017)
- Emil Coșeru, actor (16 aprilie 2018)
- Virgil Pavel, profesor și scriitor (29 septembrie 2022)[necesită citare]

## Unități de învățământ

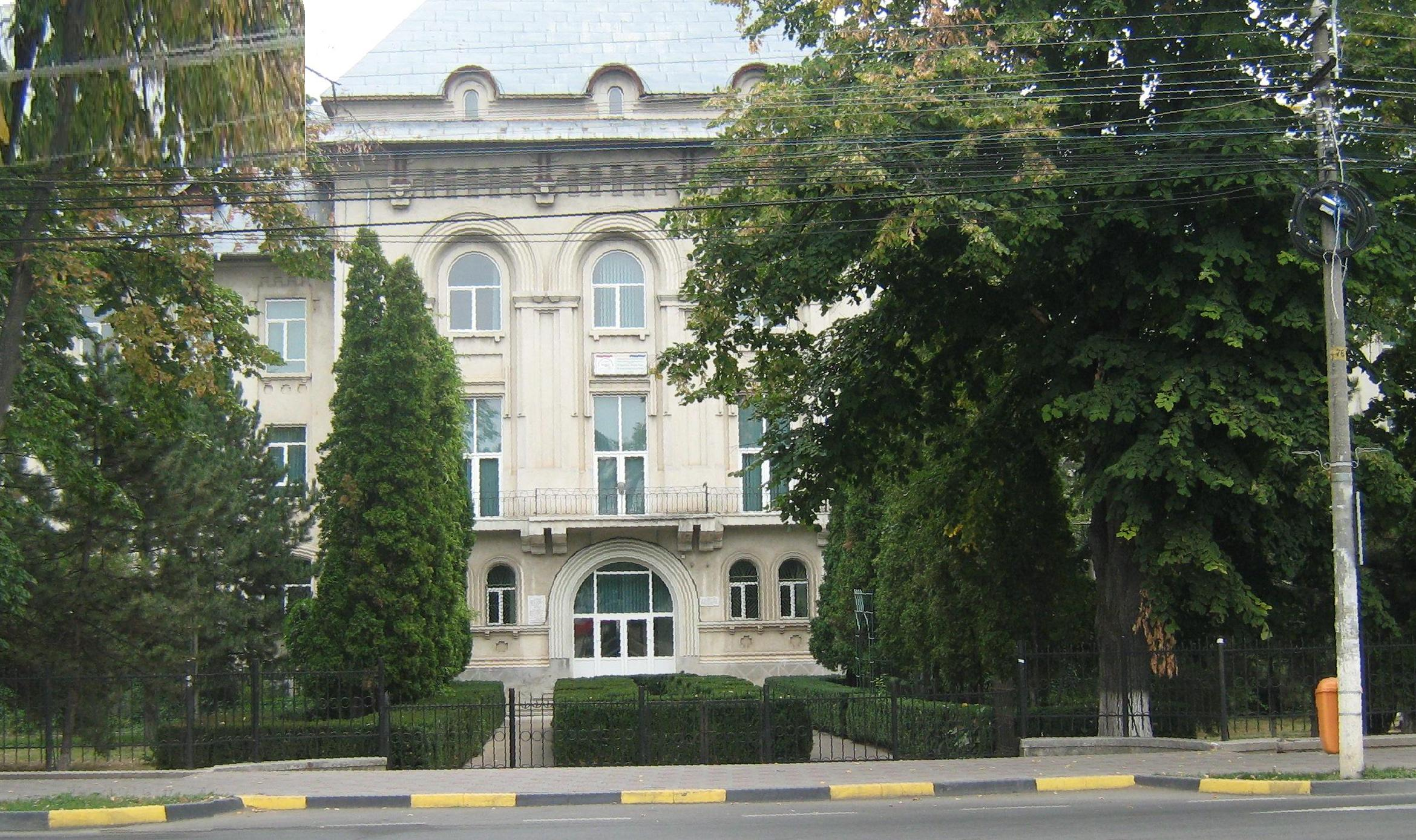
Colegiul Național de Agricultură și Economie, una din cele mai vechi unități de învățământ din Tecuci

În prezent, Tecuciul are următoarele unități de învățământ liceal:
- Colegiul Național Spiru Haret
- Colegiul Național Calistrat Hogaș
- Colegiul Național de Agricultură și Economie
- Grupul Școlar Industrial Tecuci
- Liceul Tehnologic Ovid Caledoniu